# 2. HRL 1992.
Druga hrvatska rukometna liga je predstavljala treći rang hrvatskog rukometnog prvenstva u sezoni 1992., te je samo dijelom odigrana.

## Ljestvice

### Jug (Dalmatinska rukometna liga)
Zbog Domovinskog rata prvenstvo nije odigrano u cijelosti, nego se nastupalo turnirski.
Sudionici:
- Dubrovnik
- Orkan, Dugi Rat
- Jelsa
- Jugovinil, Kaštel Gomilica
- Željezara, Kaštel Sućurac
- Solin
- Sting, Split
- Sting II, Split
- Cetinka, Trilj
- Zadar

### Grupa A
| mj | klub                        | ut | pob | ner | por | golovi  | bod |
| -- | --------------------------- | -- | --- | --- | --- | ------- | --- |
| 1. | Zanatlija                   | 10 | 7   | 0   | 3   | 250:220 | 14  |
| 2. | Ivanska                     | 10 | 7   | 0   | 3   | 276:250 | 14  |
| 3. | Virovitica                  | 10 | 5   | 3   | 2   | 247:223 | 13  |
| 4. | Varteks Tivar Varaždin      | 10 | 5   | 1   | 4   | 240:224 | 11  |
| 5. | Slavonija DI Slavonski Brod | 10 | 1   | 2   | 7   | 236:272 | 4   |
| 6. | Požega                      | 10 | 1   | 1   | 8   | 216:279 | 3   |

### Grupa B
| mj | klub                 | ut                        | pob                       | ner                       | por                       | golovi                    | bod                       |
| -- | -------------------- | ------------------------- | ------------------------- | ------------------------- | ------------------------- | ------------------------- | ------------------------- |
| 1. | Radnik Velika Gorica | 4                         | 3                         | 1                         | 0                         | 95:68                     | 7                         |
| 2. | Rovinj               | 4                         | 2                         | 1                         | 1                         | 78:85                     | 5                         |
| 3. | Trogir Medena        | 4                         | 0                         | 0                         | 4                         | 54:82                     | 0                         |
| 4. | Opuzen - PPK Zagreb  | odustali tokom natjecanja | odustali tokom natjecanja | odustali tokom natjecanja | odustali tokom natjecanja | odustali tokom natjecanja | odustali tokom natjecanja |
| 5. | Rudar Rude           | odustali tokom natjecanja | odustali tokom natjecanja | odustali tokom natjecanja | odustali tokom natjecanja | odustali tokom natjecanja | odustali tokom natjecanja |

## Poveznice
- 1.A HRL 1991./92.
- 1.B HRL 1991./92.
- 3. HRL 1991./92.
- Hrvatski kup 1992.